# Sabicea cordata
Sabicea cordata är en måreväxtart som beskrevs av John Hutchinson och John McEwan Dalziel. Sabicea cordata ingår i släktet Sabicea och familjen måreväxter. Inga underarter finns listade i Catalogue of Life.